# Hemimorina dissociata
Hemimorina dissociata är en fjärilsart som beskrevs av Mcdunnough 1941. Hemimorina dissociata ingår i släktet Hemimorina och familjen mätare. Inga underarter finns listade i Catalogue of Life.